# Megamix
Megamix é um  "remix", ou seja, uma grande remistura musical. Livremente dir-se-ia que é uma "megaremistura" de músicas, de um artista ou de diversos.
A palavra Megamix surge no  inglês para definir, em termos musicais, uma sequência de partes musicais distintas (de diferentes canções, por exemplo) que são conjugadas e remisturadas num única faixa.
Em termos musicais, basicamente, é um pot-pourri ou medley.
Não é correto aplicar o termo Megamix a um set de um DJ, o que difere é a técnica usada que na grande maioria das vezes é criada em computadores e impossível ser feito ao vivo.
Existem megamixes com diferentes tamanhos, 5, 10, 15, 60 minutos ou até mais, porém se for menor que 5 minutos dá-se o nome de Minimix.
Alguns dos principais megamixes:
Bolero Mix, Dance Computer, Max Mix, Maquina Total.
São vários os exemplos deste "tipo de canção":
- Chris Cox Megamix reúne vários temas de Britney Spears.
- Jive Bunny and the Mastermixers, megamix de rock and roll dos anos 50 e 60.
- Warner Music Taiwan, megamix dos maiores sucessos do The Very Best of Enya  da Enya